# 6757 Addibischoff
6757 Addibischoff è un asteroide della fascia principale. Scoperto nel 1979, presenta un'orbita caratterizzata da un semiasse maggiore pari a 2,8990558 UA e da un'eccentricità di 0,0851591, inclinata di 3,36133° rispetto all'eclittica.
Prende il nome dal mineralogista e planetologo tedesco Addi Bischoff.